# Gerhard Müller (Rennfahrer)
Gerhard Müller (* 25. Juli 1961 in Nürnberg) ist ein ehemaliger deutscher Automobilrennfahrer.

## Karriere
Gerhard Müller stieg 1987 in den Motorsport ein. In dem Jahr fuhr er im deutschen Renault 5 Cup, in der Europäischen Formel-3-Meisterschaft und in der Deutschen Formel-3-Meisterschaft.
Danach wechselte er in die DTM und fuhr 1988 auf einem BMW M3 eine Saison für das Rennteam Auto-Tauber, die er mit dem 27. Gesamtplatz beendete. Im folgenden Jahr startete Müller nur zweimal, einmal auf dem Nürburgring und einmal auf dem Hockenheimring, in der DTM.
Ab 1989 ging Gerhard Müller hauptsächlich in den Porsche-Markenpokalen an den Start. Im ersten Jahr fuhr er im Porsche 944 Turbo Cup und erreichte den achten Gang in der Jahreswertung. Danach stieg er in den Porsche Carrera Cup Deutschland und ab 1993 in dem Porsche Supercup ein. Seine besten Saison-Platzierungen in diesen beiden Rennserien erzielte er 1996 und 1997. Im Carrera Cup wurde er 1996 mit seinem Rennteam GM Sports Racing Team Fünfter und im Supercup fuhr er mit Farnbacher Motorsport 1997 auf einem neunten Rang. Seine letzte Markenpokal-Saison bestritt er 2002.
Für das Rennteam Baumann Auto Technik startete er 1992 bis 1995 in einigen Rennen der Interserie. Dort ging er mit einem BAT GTP Chevrolet in der 1. Division mit wenig Erfolg an den Start. Sein bestes Resultat in der Rennserie war der 18. Platz beim Rennen in Brands Hatch 1992.
Seinen größten Motorsporterfolg erreichte Müller 2001 beim 24-Stunden-Rennen auf dem Nürburgring. Dort pilotierte er zusammen mit Gerhard Mannsperger, Wolf Silvester und Kurt Thiim einen Porsche 911 GT3 Cup (Typ 996) auf den zweiten Gesamtplatz.